# Kidnapped in New York
Kidnapped in New York er en amerikansk stumfilm fra 1914.

## Medvirkende
- Barney Gilmore som Dooley
- Marie Osborne som Toots
- Violet Stuart